# Skammen
Skammen är en svensk drama- och krigsfilm från 1968, regisserad av Ingmar Bergman. Filmen, vars handling utspelar sig på Gotland, har stora likheter med Vietnamkriget. Titeln anspelar på den skam många av rollerna i filmen känner över de grymheter och brott de begått under kriget. Filmen betraktas som Ingmar Bergmans kommentar till Vietnamkriget (1965–1975). Filmen har vunnit ett flertal nationella och internationella priser, bland annat Guldbagge för bästa kvinnliga huvudroll (1969), till Liv Ullmann.

## Handling
Ett musikerpar (Max von Sydow och Liv Ullman) har dragit sig undan från kriget till en ö. I den närliggande staden pågår förberedelser för motstånd eftersom det går rykten om att invasionsstyrkor har landstigit. När de kommit hem landar fallskärmstrupper i närheten och kriget är över dem.
Gerillatrupperna, under ledning av gerillaledaren Filip (Sigge Fürst) lyckas få överhanden. Man omringar staden och tar borgmästare Jacobi som gisslan, kräver honom på lösesumma för att släppa honom, annars kommer han att skjutas. Jacobi har just varit på musikerparets gård för att gömma pengar, han och musikerparet är nära vänner. Max von Sydows rollfigur börjar dock misstänka att borgmästare Jacobi och hans egen fru har en begynnande kärleksrelation. När gerillaledaren Filip, tillsammans med gisslan borgmästare Jacobi kommer till gården för att hämta pengarna, påstår Max von Sydows rollfigur att han inte vet var pengarna är. Filip inser den lustiga situationen, ger Max von Sydow en pistol och säger "ger Du inte oss pengarna är det som att förkunna en dödsdom över Din vän. Här, ta pistolen och skjut honom själv". Han tvingar sen Max von Sydows rollfigur att döda sin gamle vän.
I filmens slutskede har regeringstrupperna återfått kontrollen. Många människor flyr ön för fastlandet. Max von Sydow och Liv Ullmans rollfigurer hamnar i samma båt som gerillaledaren Filip. När båten kommer ut på öppen hav ger Filip von Sydow och Ullman en lång blick, varefter han häver sig ned i det iskalla vattnet för en säker död. Skammen han kände över det han gjort var för stor. Båten fortsätter mot fastlandet.

## Om filmen
Filmen spelades in den 11 september–23 november 1967 på Fårö och i Visby. Den hade premiär den 29 september 1968 och är tillåten från 15 år. Den har även vistas på SVT1.

## Rollista
- Liv Ullmann - Eva Rosenberg
- Max von Sydow - Jan Rosenberg, Evas man
- Sigge Fürst - Filip, gerillaledare
- Gunnar Björnstrand - överste Jacobi, borgmästare
- Birgitta Valberg - fru Jacobi
- Hans Alfredson - Fredrik Lobelius, antikhandlare
- Ingvar Kjellson - Oswald, lärare i förhörslokalen
- Frank Sundström - förhörsledaren
- Ulf Johanson - läkaren i förhörslokalen
- Vilgot Sjöman - TV-intervjuaren
- Bengt Eklund - vakten på Jacobis expedition
- Gösta Prüzelius - kyrkoherden i förhörslokalen
- Willy Peters - äldre officer
- Barbro Hiort af Ornäs - kvinna i flyktingbåten
- Agda Helin - handlarfrun
- Ellika Mann - en kvinnlig fångvaktare i förhörslokalen
- Rune Lindström - den tjocke herrn

### Ej krediterade (urval)
- Frej Lindqvist - den sadistiske i förhörslokalen
- Åke Jörnfalk - den dödsdömde
- Lars Amble - officer
- Karl-Axel Forssberg - sekreteraren i förhörslokalen
- Brita Öberg - dam i förhörslokalen
- Pelle Berglund - soldat
- Gregor Dahlman - en man
- Brian Wikström - en man
- Monica Lindberg - en kvinna
- Nils Whiten - den döde i förhörslokalen
- Lars-Owe Carlberg - man i förhörslokalen
- Georg Skarstedt - man i flyktingbåten
- Karl-Arne Bergman - man i flyktingbåten
- Stig Lindberg - läkarassistenten

## Utmärkelser
- 1969 - Guldbagge - Bästa kvinnliga huvudroll, Liv Ullman
- 1969 - National Board of Review - NBR Award - Bästa skådespelerska, Liv Ullman
- 1969 - National Society of Film Critics Awards - NSFC Award - Bästa skådespelerska, Liv Ullman
- 1969 - National Society of Film Critics Awards - NSFC Award - Bästa regi, Ingmar Bergman
- 1969 - National Society of Film Critics Awards - NSFC Award - Bästa film
- 1970 - Cinema Writers Circle Awards - CEC Award - Bästa utländska film
- 1970 - Kansas City Film Critics Circle Awards - KCFCC Award - Bästa utländska film
- 1970 - National Board of Review - NBR Award - Bästa icke engelskspråkiga film